# Aspila sturmhoefeli
Aspila sturmhoefeli är en fjärilsart som beskrevs av Max Wilhelm Karl Draudt 1927. Aspila sturmhoefeli ingår i släktet Aspila och familjen nattflyn. Inga underarter finns listade i Catalogue of Life.